# Rubus hassicus
Rubus hassicus är en rosväxtart som beskrevs av Heinrich E. Weber. Rubus hassicus ingår i släktet rubusar, och familjen rosväxter. Inga underarter finns listade i Catalogue of Life.